# Дания во Второй мировой войне

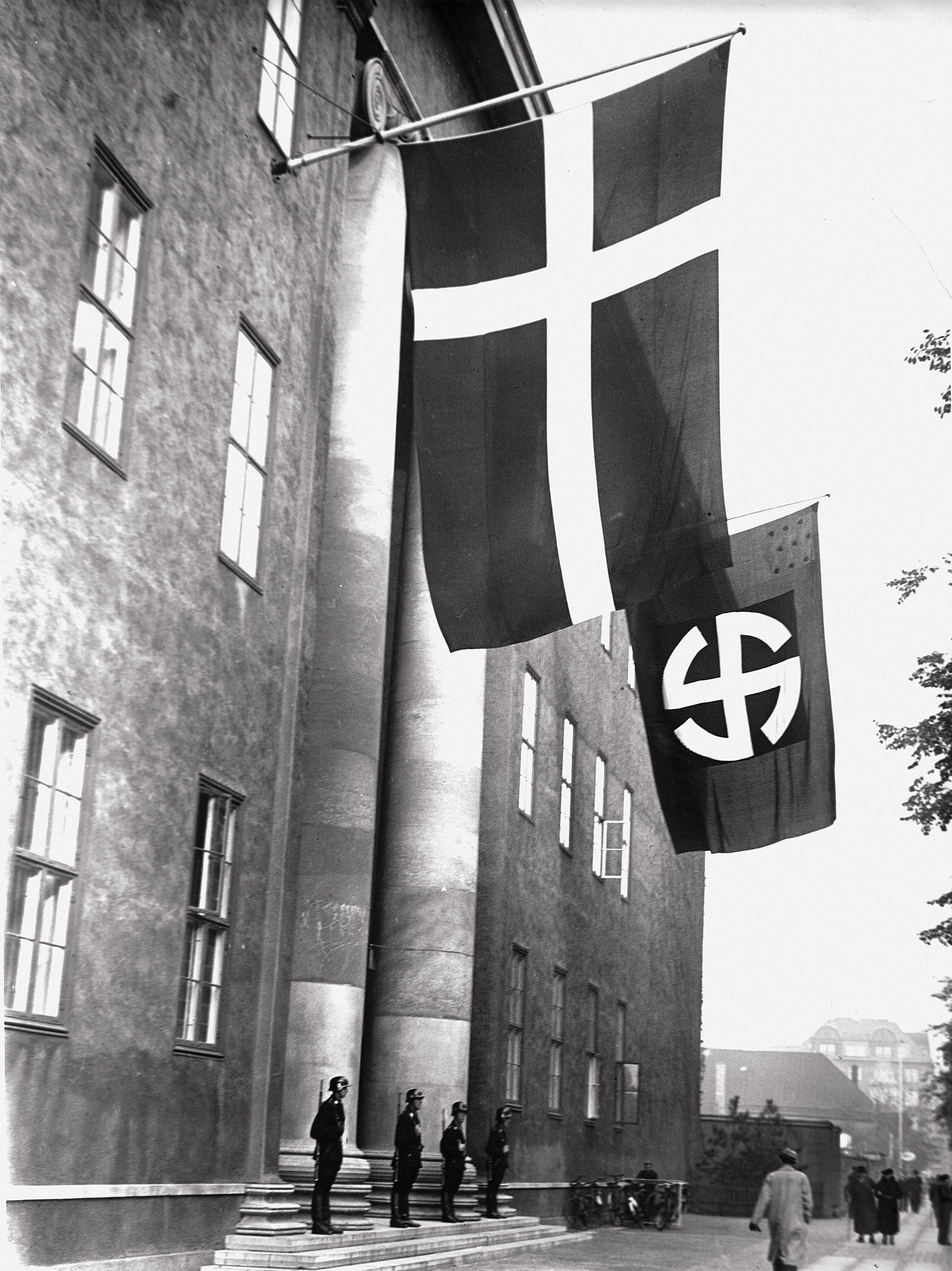
Флаг корпуса СС «Шальбург» и флаг Дании на здании Датского ордена масонов

В начале Второй мировой войны Дания объявила о своём нейтралитете, однако 17 декабря 1939 года в Берлине был утверждён план по захвату страны. 9 апреля 1940 года в ходе операции «Везерюбунг» немецкие войска за считанные часы оккупировали страну: изначально король Дании и правительство сохраняли свои полномочия при фактическом режиме протектората, однако с 29 августа 1943 года начался режим военной оккупации. В отличие от других стран, находившихся под оккупацией нацистской Германии, датские институты и организации продолжали работу вплоть до 1945 года. Правительство Дании и король Кристиан X балансировали между сохранением демократической и тоталитарной систем до тех пор, пока правительство Дании не ушло в отставку, отказавшись пойти на требования Германии узаконить смертную казнь за саботаж.
За время войны непосредственно в боях по разным причинам погибли около 3 тысяч датчан: 2 тысячи солдат Датского добровольческого корпуса и частей войск СС погибли в боях на Восточном фронте против СССР; также погибли 1072 моряка, служивших на транспортных судах стран антигитлеровской коалиции.
Режим оккупации прекратился 5 мая 1945 года. Вооружённого сопротивления оккупации датчане почти не оказывали до конца войны, однако в 1943 году участвовали в спасении датских евреев от депортации в концлагеря нацистской Германии.

## Предшествующие события и захват Германией
После прихода в Германии к власти Адольфа Гитлера правящие круги Дании балансировали между Великобританией и Германией. В 1939 году был подписан датско-германский договор о ненападении. Впрочем, многие в Дании понимали его иллюзорность, что подтвердили последующие события. 9 апреля 1940 года Дания в нарушение договора с Германией была оккупирована силами вермахта в рамках Датско-Норвежской операции.
Через час после начала операции правительство и король отдали приказ вооружённым силам не оказывать сопротивление агрессору и капитулировали. В целом, операция по оккупации Дании заняла несколько часов, потери германской армии составили 2 военнослужащих убитыми и 10 ранеными.

## Оккупация

### Мягкая оккупация (1940—1942)

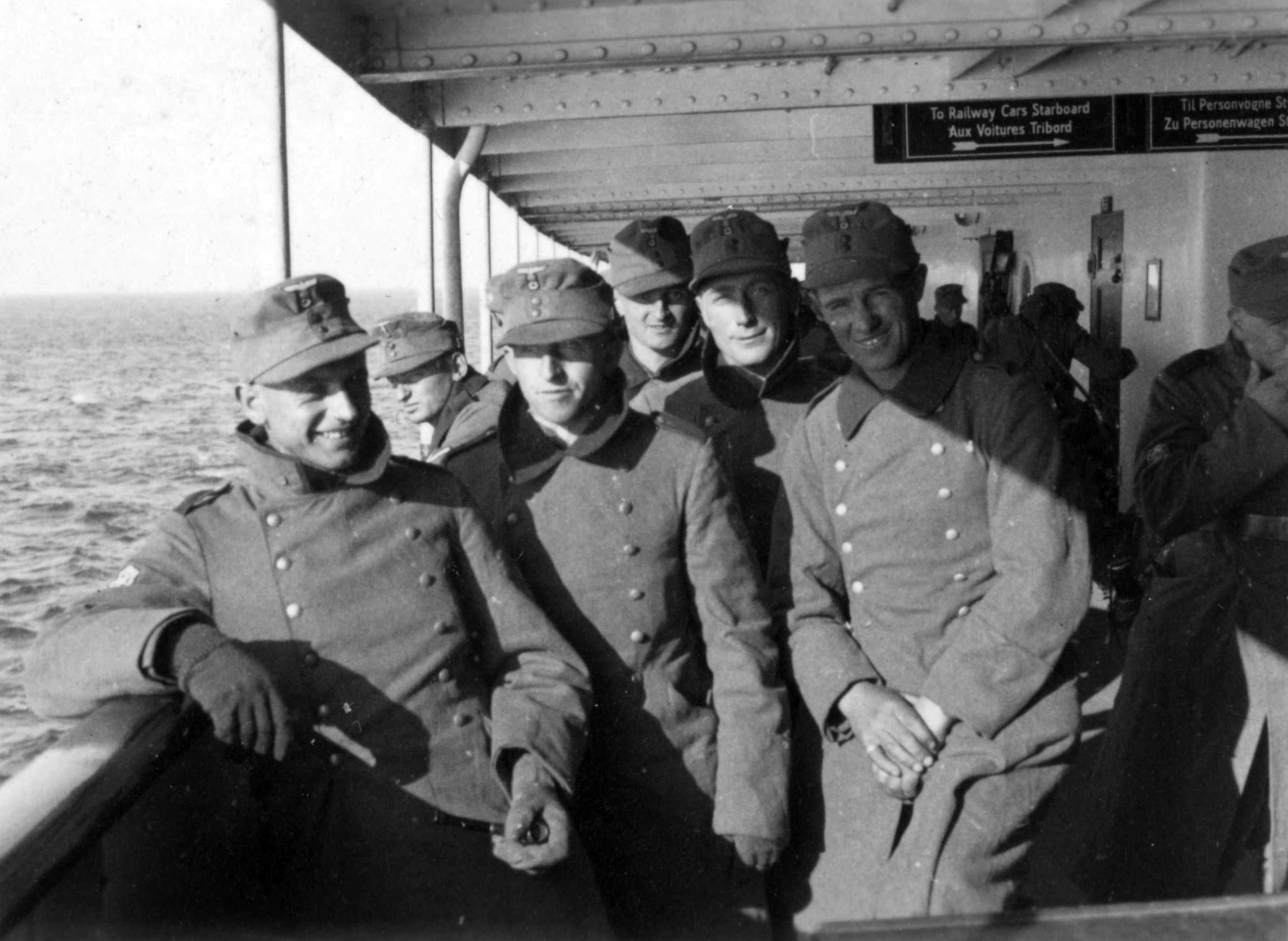
Германские солдаты на пароме в Дании, 1940 год

Утром 9 апреля вооружённые силы нацистской Германии вторглись на территорию Дании и в течение шести часов оккупировали королевство. Уже в 10 часов правительство Дании обратилось к народу с призывом сохранять спокойствие и не сопротивляться оккупации. В этот же день пресс-атташе Рейха в Копенгагене Густав Майснер потребовал ввести запрет на публикации, затрагивающие интересы вермахта. 16 апреля запрет был введён. Были также введены ограничения на проведение массовых мероприятий, собрания, митинги и демонстрации. Ещё 10 апреля было сформировано новое коалиционное правительство национального единства Датского королевства, куда вошли представители ряда оппозиционных партий. Вооружённые силы Дании были сокращены, а вскоре началось изъятие тяжёлого вооружения датской армии в пользу вермахта. 12 апреля датский генерал-лейтенант Биллем Приор объявил в своём выступлении по радио благодарность датской армии за её поведение во время агрессии: «Никто в армии не нарушил своего долга по отношению к королю и родине». 22 апреля командование вермахта потребовало передать им в распоряжение силы ПВО, а также корабли для охраны моста через Малый Бельт, и средства для создания укреплений на островах Лесё и Анхольт и в городах Скаген, Эсбьерг и Хельсингёр. 
9 апреля 1940 года немецкий пресс-атташе Густав Майснер потребовал от пресс-департамента Министерства иностранных дел Дании ввести запрет на публикацию материалов, «затрагивающих интересы вермахта» и 16 апреля 1940 года правительство Дании было вынуждено удовлетворить эти требования. В дальнейшем, со стороны немецких оккупационных властей были выдвинуты новые требования, направленные на ужесточение цензуры.
Численность армии и флота была сокращена. Хотя вооружённые силы и полиция остались под датским командованием, немецкое военное командование в Дании начало постепенно изымать тяжелое вооружение из арсеналов датской армии. 15 апреля 1940 года по требованию немецкой стороны в распоряжение немцев была передана первая партия вооружения: 24 зенитных орудия. В дальнейшем, 22 апреля 1940 года немцы приказали командованию датской армии передать в распоряжение немецких оккупационных войск средства ПВО, а в конце апреля 1940 года — передать им военные суда для охраны моста через залив Малый Бельт, а также предоставить материалы для строительства укреплений на островах Лесю и Анхальт и в городах Скаген, Эсбьерг и Хельсингёр.
В соответствии с договором о торгово-экономическом сотрудничестве и клиринге, подписанным правительством Дании, экспорт товаров в Англию был запрещён, а поставки товаров в Германию производились в кредит, погашение которого предусматривалось после окончания войны. Экономика страны была полностью переориентирована на Германию, куда практически полностью продавались продукция сельского хозяйства и уголь.
11 декабря 1940 года правительство Дании взяло на себя обязательства продавать вермахту любые продовольственные товары и сельхозпродукцию.
14 декабря 1940 года внешний долг Германии Национальному банку Дании составил 420 млн датских крон, и чтобы ограничить инфляцию, правительство Дании было вынуждено увеличить налоги. В это же время немецкие власти предложили правительству Дании «с целью уменьшить безработицу в стране» отправить в Германию 25 тысяч датских рабочих для работы на угольных шахтах.
Вскоре немцы принудительно установили невыгодный курс датской кроны по отношению к немецкой марке — 208 к 100. В соответствии с договором о торгово-экономическом сотрудничестве Дании и Германии торговля с Англией была запрещена, а экономика полностью переориентирована на Германию, куда поставлялись продукция сельского хозяйства и уголь. Кроме того, банки Дании обязались субсидировать германскую экономику и вермахт. 8 июля 1940 года было сформировано новое правительство Дании во главе с Торвальдом Стаунингом. В новое правительство вошли представители партий, оппозиционных социал-демократической партии Дании. 24 июля была создана Датско-германская ассоциация, первостепенной целью которой стала оптимизация сотрудничества нацистской Германии и Королевства Дания. 25 июня 1941 года датское правительство разорвало дипломатические отношения с СССР, а 25 ноября 1941 года подписало Антикоминтерновский пакт.
11 декабря на датских заводах началось производство продукции для вооружённых сил Германии: дизель-моторы для подводных лодок, запасные части для самолетов, взрывчатые вещества, обмундирование и обувь. Около 50 датских строительных фирм (приблизительно 50000 рабочих) были ориентированы на строительство укреплений и фортов вдоль побережья Атлантического океана. Кроме того, для нужд вермахта поставлялась продукция датских фермеров.
В первые годы нацистское руководство Германии ввело так называемый мягкий режим оккупации страны. Дания использовалась как витрина «миролюбивой» политики на оккупированных территориях, формально оставаясь независимым государством. Гитлер в отдельном меморандуме гарантировал территориальную целостность и независимость страны. Политическая жизнь страны оставалась неизменной, продолжали действовать король, правительство, парламент, самоуправление, политические организации. В начале оккупации нацификация общественной жизни не производилась, деятельность профсоюзов не запрещалась.

### «Жёсткая оккупация» и рост Сопротивления, 1943—1945

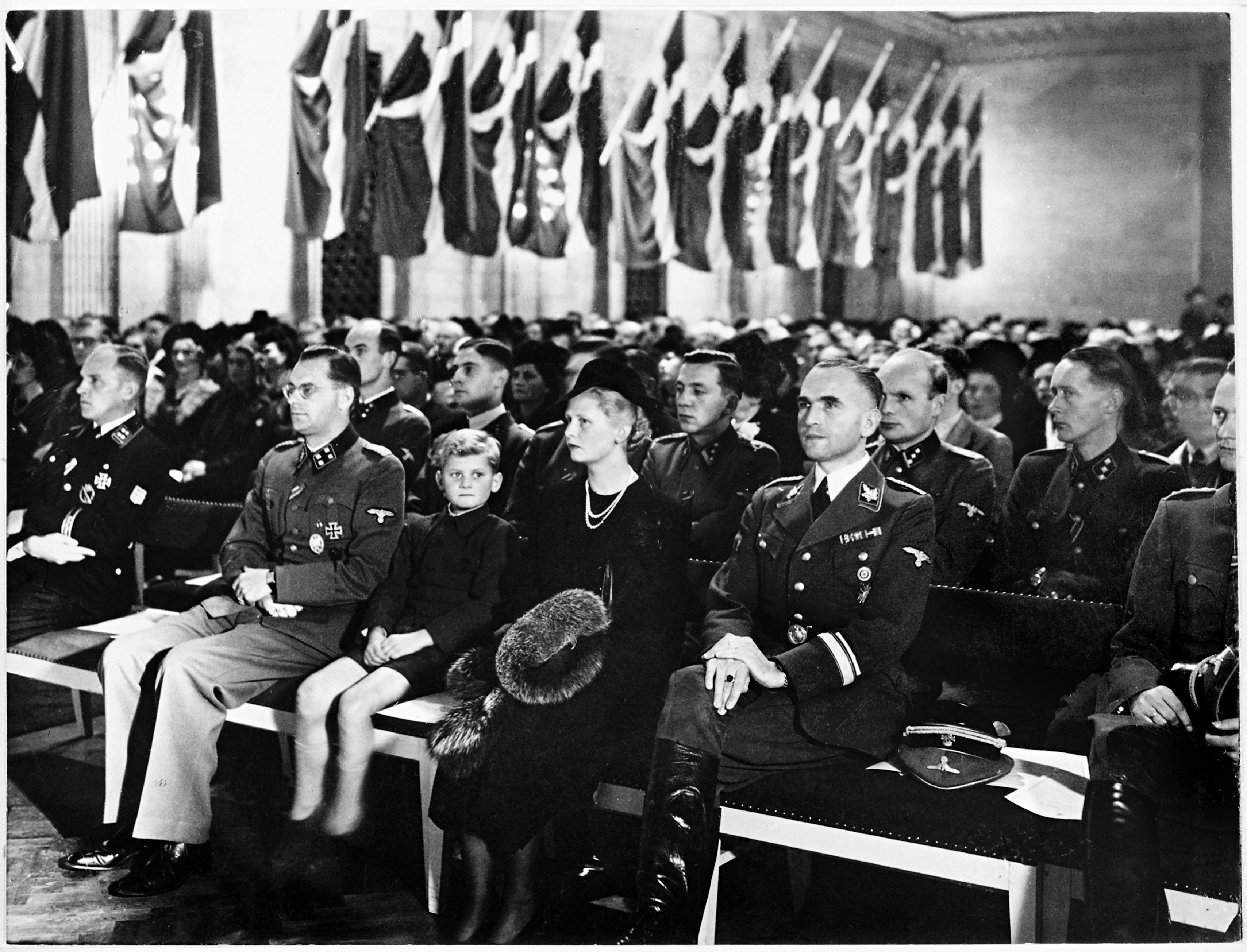
Поминовение датских легионеров СС в Копенгагене, 1943 год. На фото сын Кристиана фон Шальбурга, Александр, и его жена Хельга, справа обергруппенфюрер СС Вернер Бест.

29 августа 1943 года правительство Дании было разогнано, власть в стране перешла к немецкой оккупационной администрации в лице имперских уполномоченных секретарей по Дании. В страну были введены армейские части и подразделения гестапо. Начались массовые аресты.
Одновременно немецкие войска начали операцию «Сафари», в ходе которой части датской армии были разоружены, а военнослужащие — интернированы. После выполнения операции в распоряжении немецкого военного командования оказалось практически всё вооружение, техника и военное имущество сухопутных войск общей стоимостью свыше 700 млн крон, однако из 49 кораблей военно-морского флота удалось захватить неповреждёнными только 18: моряки датского военно-морского и торгового флота затопили 29 кораблей (6 миноносцев, 5 торпедных катеров и 20 иных кораблей и судов) и еще несколько вывели из строя, кроме того, 13 кораблей совершили переход в нейтральную Швецию, где были интернированы. Вплоть до конца оккупации немцы сумели поднять, отремонтировать и вернуть в строй только 15 из 29 затопленных кораблей.
5 сентября 1943 года немецкие оккупационные власти издали постановление о введении смертной казни в отношении участников Сопротивления и тех лиц, которые оказывают им помощь.
16 сентября 1943 года был создан нелегальный «Совет свободы», в состав которого вошли представители всех подпольных антифашистских организаций. По распоряжению Совета, страна была разделена на шесть военных округов, началось формирование боевых групп (militaer gruppe).
19 сентября 1944 года немцы расформировали и разоружили датскую полицию, часть полицейских была арестована.
В общей сложности, в период оккупации немцами были арестованы 20 330 граждан Дании, 6400 из них были вывезены в Германию, часть из них погибла.
5 мая 1945 года германские войска в Дании капитулировали перед англичанами.
Только прямые расходы Дании на содержание немецкой оккупационной администрации, войск и полиции, строительство дорог, укреплений и сооружений для немецкой армии, возмещение транспортных расходов оккупантов и обеспечение деятельности предприятий, выполнявших германские заказы, в период с 9 апреля 1940 года до 4 мая 1945 года составили 8040 млн датских крон.

### Немецкая группировка в Дании
- Летом 1940 года на территории Дании находилась 1 немецкая пехотная дивизия[24];
- По состоянию на 1 апреля 1942 года — 1 дивизия вермахта[25];
- К августу 1943 года — 170 000 немецких военнослужащих (эквивалент 14 дивизий)[26];
- 10 октября 1943 года в соответствии с приказом верховного командования вермахта, с оккупированной территории СССР в Данию были направлены пять «восточных» батальонов вермахта[27]. Батальоны предназначались для замены немецких частей на второстепенных направлениях и использовались для строительства оборонительных сооружений и несения охранной службы, но в сравнении с немецкими подразделениями были хуже вооружены и в меньшей степени обеспечены техникой[28] (в январе 1945 года, один из пяти батальонов — 667-й пехотный батальон, был выведен на территорию Германии, в Вюртемберг, личный состав использовали в качестве пополнения иных восточных формирований[29]).
- По состоянию на начало 1944 года, в Дании находились шесть дивизий вермахта[30].

## Коллаборационизм в Дании

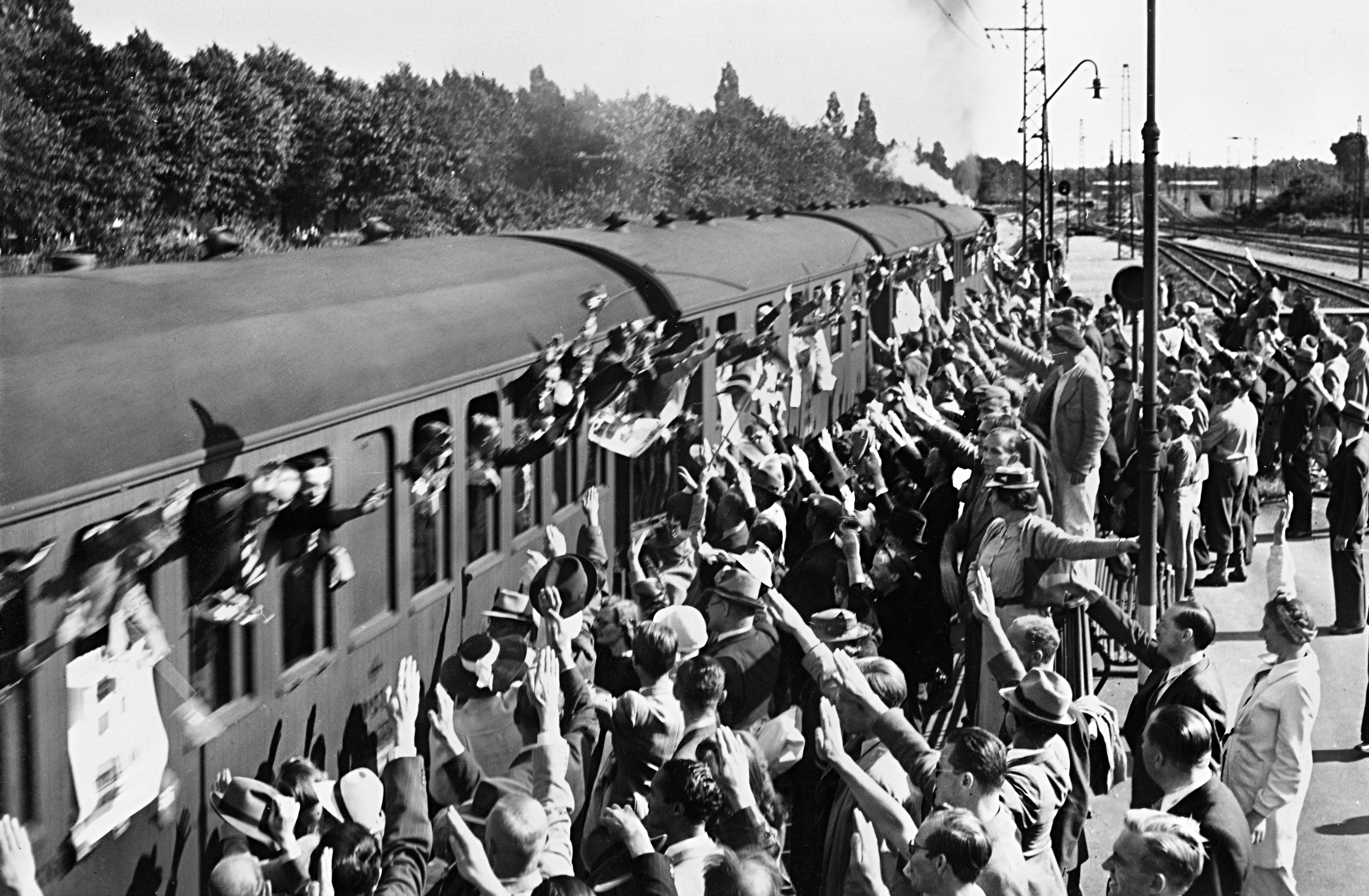
Датские добровольцы вермахта направляются на войну против СССР, 19 июля 1941 года

В конце июня 1941 года началась запись датских добровольцев в войска СС. Первые 480 добровольцев, вступившие в созданный Добровольческий корпус СС «Данмарк», являлись бывшими военнослужащими (в том числе и офицерами) датской королевской армии. За вступившими в корпус офицерами датской армии при переводе в войска СС официальным постановлением датского министерства обороны были сохранены те звания, которые они носили в Дании; годы службы в составе войск СС было обещано засчитывать наравне с годами службы в датской армии, что имело немаловажное значение в плане выслуги лет и начисления пенсии. Кроме того, Добровольческий корпус «Данмарк» официально был взят на довольствие датским правительством, а не датской национал-социалистической партией. Бойцы Добровольческого корпуса «Данмарк» для обучения беспрепятственно получили всё необходимое вооружение со складов датской королевской армии. Командование Добровольческим датским корпусом с согласия правительства, принял подполковник датской армии Христиан Педер Крюссинг. В конце июля 1941 первая тысяча датских добровольцев была направлена в учебный центр в Германии.
Датчане служили в подразделениях вермахта, СС, охранно-полицейских подразделениях, несли службу на территории Дании, а также принимали участие в боевых действиях на стороне Германии на советско-германском фронте и в Хорватии.
25 ноября 1941 года Дания присоединилась к Антикоминтерновскому пакту. В датском корпусе СС, проходившем тренировку, тем временем шли политические интриги. За зиму 1942 года немецкое командование избавилось от ставшего проблемным Крюссинга (который всё так же остался на службе в СС): Гиммлер проявил фаворитизм и поспособствовал назначению главой датского легиона при СС российского эмигранта Кристиана фон Шальбурга.
8 мая 1942 датский корпус был направлен на Восточный фронт, воевал в районе Демянска. В летних боях на реке Робья датчане потеряли двух подряд командиров, в том числе фон Шальбурга. Осенью 1942 корпус был ненадолго отведён на отдых в тыл, а в октябре 1942 года был вновь возвращён на Восточный фронт, с декабря 1942 действовал в районе Великих Лук. В марте 1943 корпус был отправлен на отдых в Германию, а 6 июня 1943 расформирован. Большая часть личного состава была переведена в 24-й моторизованный полк СС «Данмарк» (SS-Panzergrenadier Regiment 24 Danmark), остальные вернулись в Данию.
Летом 1943 года на территории Хорватии началось формирование 11-й добровольческой моторизованной дивизии СС «Нордланд», в состав которой был включён датский 24-й моторизованный полк СС «Данмарк».
В ноябре 1943 года датский полк вёл бои против 5 тысяч партизан НОАЮ в районе Глины.
В январе 1944 года 11-я дивизия СС «Нордланд» была отправлена на Восточный фронт под Ленинград в составе 3-го танкового корпуса СС. В ходе январского наступления советских войск датчане отступили к Нарве, где перешли к обороне.
В феврале 1944 шло сражение за Нарву, так называемая «битва европейских народов» (поскольку против советских войск помимо немцев там воевали норвежцы, датчане, голландцы, валлоны, фламандцы, эстонцы). Тяжёлые бои шли 5 месяцев, в июле 1944 европейские части войск СС отступили от Нарвы на 20 км западнее. Затем вся немецкая группа армий «Север» отступила в Латвию, и в октябре 1944 оказалась в Курляндском котле.
В январе 1945 11-я дивизия СС «Нордланд» была морем эвакуирована в Померанию, где в феврале и марте вела тяжёлые бои против советских войск.
16 апреля 1945 норвежский и датский полки были брошены на оборону Берлина, их остатки капитулировали 2 мая 1945 года.
Всего, в 1941—1945 гг. в воинских частях и формированиях СС служили 6 тысяч датчан.

## Движение Сопротивления
В первые годы оккупации Датское движение сопротивления было малочисленным и не обладало значительным влиянием. В 1942 году антифашистская активность возрастает, однако до 1943 года основными формами деятельности датского движения Сопротивления являлись антифашистская агитация, саботаж и бойкотирование немецких мероприятий, в меньшей степени — сбор разведывательной информации для стран антигитлеровской коалиции и диверсии.
Переломным этапом стали события августа 1943 года, когда в 17 городах Дании прошли массовые забастовки, сопровождавшиеся акциями протеста. Германское командование потребовало введения в стране чрезвычайного положения и смертной казни к саботажникам. После отказа датского правительства в введении этих мер оно было разогнано 29 августа 1943 года.
В общей сложности, в период оккупации участниками движения Сопротивления на территории Дании было издано 538 наименований газет и иных печатных изданий, совершена 2671 операция против гитлеровцев и их пособников, а также свыше 2700 диверсий:
- при этом, в период с начала оккупации до июля 1941 года в Дании было совершено 19 диверсий[39], в течение 1942 года было совершено 129 диверсий и актов саботажа, в течение 1943 года — 1140 диверсий и актов саботажа[20]. В январе 1944 года в Дании был совершен 101 акт саботажа, в следующие месяцы — примерно 50-70 актов саботажа в месяц и в мае 1944 года — 60 актов саботажа[40].

Еще одним из направлений деятельности участников датского движения Сопротивления стало спасение от уничтожения основной массы еврейского населения Дании. 2 октября 1943 года немецкие оккупационные власти начали депортацию евреев в лагеря смерти, однако им удалось арестовать только 472 человека из 7800 — около 7200 евреев было вывезено участниками Сопротивления в Швецию, и ещё несколько сотен спрятано на территории Дании.
В общей сложности, по состоянию до 1 апреля 1945 года в Дании насчитывалось 42 тысячи участников движения Сопротивления, однако следует учесть, что значительное количество датчан присоединилось к антифашистской деятельности только в конце оккупации, в период с ноября 1944 года до начала мая 1945 года (именно в это время общая численность участников движения Сопротивления в Дании увеличилась с 25 тысяч до 43 тысяч человек).
В период оккупации в Дании погибло около 4 тысяч участников движения Сопротивления.
Помимо участия в антифашистской борьбе на территории Дании, значительное количество датчан, покинувших страну, принимало участие в боевых действиях против Германии в составе вооружённых сил Великобритании.
- так, датчанин Кай Биркстед, воевавший в КВВС Великобритании, сбил 10 немецких самолётов лично и 1 в группе.

Кроме того, после оккупации Дании 29 августа 1943 года на территории Швеции были созданы военное подразделение из 500 датчан, а осенью 1944 года — датская флотилия.